# Crisi per l'abdicació d'Eduard VIII
Es denomina crisi per l'abdicació a una sèrie de conflictes polítics i legals que tingueren lloc a l'Imperi Britànic el 1936, causats per la decisió del rei Eduard VIII de casar-se amb Wallis Simpson, una celebritat social estatunidenca que s'havia divorciat del seu primer marit i que estava en procés de divorciar-se per segona vegada.
Al matrimoni s'hi van oposar els governs del Regne Unit i dels dominis de la Commonwealth britànica. Es van plantejar objeccions religioses, jurídiques, polítiques i morals. Com a monarca britànic, Eduard era el cap nominal de l'Església d'Anglaterra, que llavors no permetia que la gent divorciada es casés per segon cop per l'església si el seu excònjuge encara estava viu. Per aquesta raó, la creença general era que Eduard no podia casar-se amb Simpson i romandre al tron. Simpson era percebuda com una possible reina consort inadequada políticament i socialment a causa dels seus dos matrimonis fallits. L'establishment estava convençut que no estimava el rei sinó que la movien raons econòmiques o d'aspiracions de posició social. Tot i la forta oposició, Eduard declarà que l'estimava i que tenia intenció de casar-s'hi tan bon punt finalitzés el seu segon divorci.
La resistència general a acceptar Wallis Simpson com a consort del rei, i la negativa del rei a abandonar-la van portar a l'abdicació d'Eduard el desembre de 1936. Segueix sent l'únic monarca britànic que ha renunciat voluntàriament al tron des de l'Anglaterra anglosaxona. Va ser succeït pel seu germà Albert, que va prendre el nom de Jordi VI. Eduard va rebre el títol de Sa Altesa Reial el duc de Windsor després de la seva abdicació i es va casar amb la senyora Simpson l'any següent. Van romandre casats fins a la mort d'ell, 35 anys més tard.

## Context

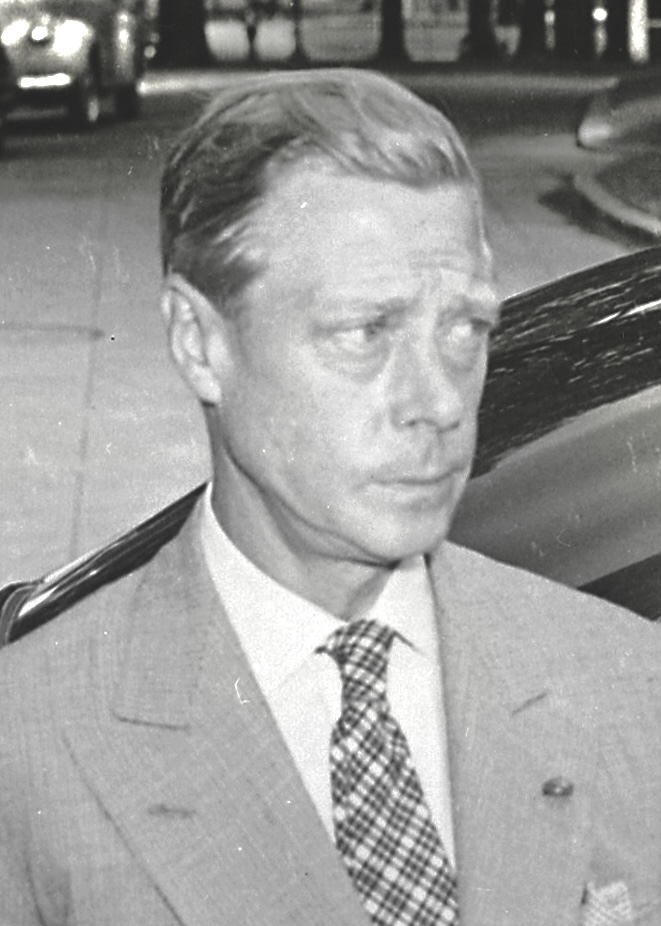
Eduard el 1945

Eduard VIII del Regne Unit va succeir al seu pare, Jordi V, com a rei-emperador de l'Imperi Britànic el 20 de gener de 1936. Era solter, però en els anys anteriors havia estat acompanyat sovint en esdeveniments socials privats per Wallis Simpson, la dona americana d'Ernest Aldrich Simpson, un executiu navilier britànic. El Sr. Simpson va ser el segon marit de Wallis, el seu primer matrimoni, amb Earl Spencer Winfield, Jr, un pilot de la Marina dels Estats Units d'Amèrica, havia acabat en divorci el 1927. El 1936, la senyora Simpson va assistir als actes oficials com a convidada del rei i, encara que el seu nom apareix regularment al Court Circular, el nom del seu marit n'estava visiblement absent. L'estiu del mateix any, el Rei va evitar la perllongada estada tradicional a Balmoral, optant en el seu lloc per vacances amb la senyora Simpson a la Mediterrània Oriental a bord del iot de vapor Nahlin. El creuer va ser àmpliament cobert a la premsa nord-americana i d'Europa continental, però la premsa britànica va mantenir un silenci autoimposat sobre el viatge del Rei. No obstant això, els britànics expatriats i els canadencs, que tenien accés als informes d'estrangers, es van escandalitzar per la cobertura.
A l'octubre, es rumorejava en l'alta societat i en l'estranger que Eduard tenia la intenció de casar-se amb la senyora Simpson, tan aviat com fos lliure. A finals de mes, la crisi va arribar agreujar-se quan la senyora Simpson va demanar el divorci i la premsa americana va anunciar que el matrimoni entre ella i el rei era imminent. El 13 de novembre, Alec Hardinge, el secretari privat del rei va adreçar-se-li advertint que: El silenci de la premsa britànica sobre el tema de la seva amistat amb Majestat i la senyora Simpson no es mantindrà ... A jutjar per les cartes dels súbdits britànics que viuen en països estrangers on la premsa ha estat oberta, l'efecte serà desastrós. Ministres britànics sabien que Hardinge havia escrit al rei i potser el van ajudar a redactar la carta.
El dilluns següent, el 16 de novembre, el Rei va convidar Stanley Baldwin, Primer Ministre del Regne Unit, al Palau de Buckingham i li va informar que tenia la intenció de casar-se amb la senyora Simpson. Baldwin va dir-li en resposta que aquest matrimoni no seria acceptable per al poble, dient: ... la reina es converteix en la reina del país, per tant en l'elecció d'una reina de la veu del poble ha de ser escoltada, opinió que va ser compartida per l'australià Alt Comissionat a Londres, Stanley Bruce, anterior Primer ministre d'Austràlia. El mateix dia que Hardinge va escriure al Rei, Bruce es va reunir amb Hardinge i va escriure a Baldwin expressant el seu horror per la idea d'un matrimoni entre el rei i la senyora Simpson. John Buchan, Governador general del Canadà no tan sols va transmetre al Palau de Buckingham i Baldwin l'afecte dels canadencs pel Rei, sinó també el seu puritanisme, i que tant catòlics com protestants s'indignarien si Eduard es va casés amb una dona divorciada
No obstant això, la premsa britànica va romandre en silenci sobre el tema, fins que Alfred Blunt, bisbe de Bradford, va donar un discurs a la seva Conferència Diocesana l'1 de desembre, en el que fa referència a la necessitat d'un rei amb gràcia divina dient: Esperem que sigui conscient de la necessitat que alguns de nosaltres valorem que hagi donat senyals més positius de la seva consciència.". La premsa va entendre-ho com el primer comentari públic d'una persona notable sobre la crisi i es va convertir en notícia de primera plana l'endemà. Quan més tard se li va preguntar, el bisbe va dir que no havia sentit parlar de la senyora Simpson en el moment en què va escriure el discurs.
Amb l'assessorament del personal d'Eduard, la senyora Simpson va sortir del Regne Unit al sud de França el 3 de desembre en un intent d'escapar de la intensa atenció de la premsa. Tant ella com el rei van estar devastats per la separació. En un trist comiat, el Rei li va dir: "Mai et rendeixis."

## Oposició
L'oposició al rei i el seu matrimoni van arribar des de diverses direccions.

### Oposició social
El desig d'Eduard VIII era modernitzar la monarquia i fer-la més accessible, idea popular però temuda per l'establishment britànic. Eduard va notar un cert malestar en l'aristocràcia pel tractament de les seves tradicions i cerimònies, i molts es van sentir ofesos per l'abandonament de les normes socials i els costums acceptats.

### Oposició religiosa
Eduard VIII va ser el primer monarca britànic a proposar casar-se amb una dona divorciada o casar-se després del divorci. Encara que Enric VIII separés l'Església d'Anglaterra de l'Església Catòlica Romana per tal obtenir l'anul·lació del seu primer matrimoni, els matrimonis es van anul·lar però no es va divorciar. En aquell moment, l'Església d'Anglaterra no permetia que els divorciats tornessin a casar-se a l'església mentre l'excònjuge encara era viu. El consens sostenia que Eduard no podia romandre en el tron, si es casava amb Wallis Simpson, una divorciada que aviat tindria dos exmarits, ja que entraria en conflicte amb el seu paper com a Governador Suprem de l'Església d'Anglaterra

### Legal
El primer divorci de Wallis als Estats Units, per raons d'incompatibilitat emocional no va ser reconegut per l'Església d'Anglaterra i, en cas d'impugnació en els tribunals Anglèsos, no podrien haver estat reconeguts pels dret anglesos. En aquell moment, l'església i la llei angleses, consideraven que adulteri era l'únic motiu per al divorci, i segons aquest argument, la seva segona (i tercera) parella matrimonial haurien estat bígams, i no vàlides.

### Moral
Els ministres del rei i la seva família trobaven el comportament de la senyora Simpson inacceptable per una reina. Els rumors i les insinuacions sobre ella circulaven per la societat. La reina mare va dir fins i tot que la senyora Simpson podria haver tingut algun tipus de control sexual sobre Eduard, perquè mitjançant pràctiques apreses en un bordell xinès, ella l'hauria alliberat d'una disfunció sexual indefinida, opinió compartida parcialment per Alan Campbell Don, capellà de l'Arquebisbat de Canterbury, qui va escriure que sospitava que el Rei "és sexualment anormal cosa que pot donar compte del control que la sra. S té sobre ell". Fins i tot el biògraf oficial d'Eduard VIII, Philip Ziegler, va assenyalar que: "Ha d'haver algun tipus de relació sadomasoquista... (Eduard) va assaborir el menyspreu i l'assetjament que li va atorgar".
Detectius de la policia van informar que després que la senyora Simpson es relacionés amb Eduard, va tenir altres relacions sexuals, amb un mecànic i venedor casat anomenat Guy Trundle. D'això es va fer coneixedor figures destacades en l'establiment, inclosos els membres de la família reial. Un tercer amant també va sorgir, el duc de Leinster. Joseph Kennedy, l'ambaixador dels Estats Units, la va descriure com una "pastís", i la seva esposa, Rose Kennedy es va negar a sopar amb ella. Eduard, però, estava al corrent d'aquestes acusacions, que va preferir ignorar.
La Sra. Wallis era percebuda com buscant Eduard pels seus diners. El futur primer ministre Neville Chamberlain va escriure al seu diari que era "una dona totalment sense escrúpols que no està enamorada del rei, i l'usa per als seus propis propòsits. Ella ja ho ha arruïnat tot amb diners i joies..."

### Polític
Quan Eduard va visitar els pobles miners gal·lesos deprimits, va fer un comentari que "alguna cosa s'ha de fer" generant preocupació entre els polítics electes que pogués interferir en assumptes polítics, tradicionalment evitats pels monarques constitucionals. Ramsay MacDonald, Lord President del Consell, va escriure sobre els comentaris del rei: "Aquestes aventures s'han de limitar. Són una invasió en el camp de la política i han de ser vigilats per la Constitució." El Príncep de Gal·les, Eduard s'havia referit públicament als polítics d'esquerra com "sonats" i pronunciaven discursos en contra de la política governamental. Durant el seu regnat com a rei, la seva negativa a acceptar consells dels ministres va continuar: es va oposar a la imposició de sancions a Itàlia després de la invasió d'Abissínia, es va negar a rebre el deposat Emperador d'Etiòpia, i no donar suport a la Societat de Nacions.
Encara que els comentaris d'Eduard l'havien fet popular al País de Gal·les, es va fer molt impopular a Escòcia per de la seva negativa a assistir a l'obertura d'una nova ala de l'Aberdeen Royal Infirmary perquè estava de dol pel seu pare, i l'endemà de l'obertura va ser fotografiat de vacances: havia rebutjat l'acte públic per veure's amb la senyora Simpson.
Els membres del Govern britànic es van consternar per la proposta de matrimoni després d'haver dit que Wallis Simpson era un agent de l'Alemanya nazi. El Ministeri de Relacions Exteriors va saber que l'ambaixador del Reich alemany en el Regne Unit, Joachim von Ribbentrop va revelar que creia que l'oposició al matrimoni estava motivat pel desig "de derrotar les forces germanòfiles que havien treballat a través de la senyora Simpson". Es rumorejava que Wallis va tenir accés a documents confidencials del govern enviats a Eduard, que va deixar sense vigilància a la residència de Fort Belvedere. Mentre Eduard abdicava, els oficials de protecció personal vigilaven la senyora Simpson a l'exili a França va enviar informes al 10 de Downing Street suggerint que ella podria "passar ràpidament a Stephen els documents.
Informes del Federal Bureau of Investigation posteriors a l'abdicació, revelaven una nova sèrie de reclamacions. El més perjudicial un de l'any 1936, que afirmava que durant el seu romanç amb el rei Eduard, en tenia un altre amb l'ambaixador Ribbentrop, que s'originava en Carl Alexander de Württemberg, un parent llunyà de la reina mare, que vivia com a monjo en els EUA, que deia que Ribbentrop li enviava 17 clavells cada dia, un per a cada ocasió havien dormit junts. Les afirmacions del FBI foren simptomàtiques de les xafarderies perjudicials que circulaven sobre la dona que podria convertir-se en reina.

### Nacionalista
Les relacions entre el Regne Unit i els Estats Units eren tenses durant els anys d'entreguerres i la majoria dels britànics es resistien a acceptar a una nord-americana com a reina consort. Alguns membres de la classe alta britànica consideraven socialment inferiors als nord-americans. En contrast, el públic i la major part de la premsa nord-americana s'inclinaven clarament a favor del matrimoni.

## Opcions considerades

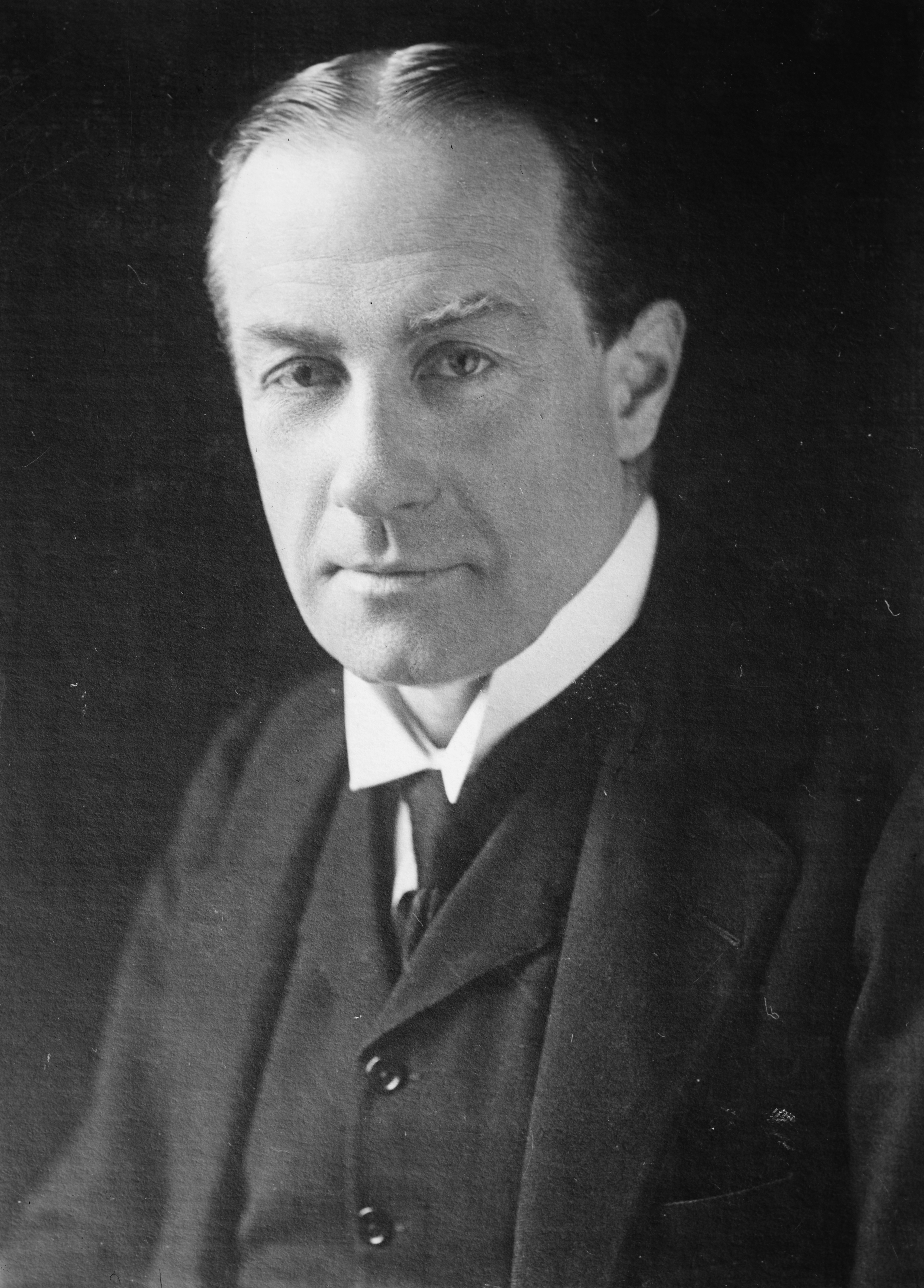
Stanley Baldwin

Com a resultat d'aquests rumors i acusacions, la creença més estesa entre l'establishment britànic era que Wallis no podria convertir-se en consort reial. El Consell de Ministres del Canadà va aconsellar Eduard en contra del matrimoni i el va exhortar a posar el seu deure com a rei davant els seus sentiments cap a la senyora Simpson, mentre Stanley Baldwin, Ministre de Govern, li va notificar expressament a Eduard que el poble s'oposaria al seu matrimoni amb la sra. Simpson, indicant que, si ho fes, contravindria directament els seus ministres i el consell, i que el govern renunciaria en massa. El rei va respondre, segons diria més tard: "Tinc la intenció de casar-me amb la senyora Simpson, tan aviat com ella estigui lliure per casar-se... Si el Govern s'oposa al matrimoni, tal com el primer ministre li havia donat motius per pensar-ho, estic preparat per anar-me'n." Sota la pressió del rei, i "sorprès" pel suggeriment de l'abdicació, Baldwin acordà que es fes un sondeig proposant tres opcions als primers ministres dels cinc dominis dels que Eduard era rei: Canadà, Austràlia, Nova Zelanda, Sud-àfrica i l'Estat Lliure d'Irlanda. Les opcions eren:
1. Eduard i la senyora Simpson es casen i es converteixen en reis (un matrimoni real);
2. Eduard i la senyora Simpson es casen, ella no es converteix en reina, però rebria alguns títols de la Cort del Regne Unit (matrimoni morganàtic).
3. L'abdicació d'Eduard i els hereus futurs, podent prendre decisions civils sense més implicacions constitucionals.

La segona opció tenia precedents europeus, incloent l'besavi d'Eduard, però no tenia paral·lel a la història constitucional britànica. Els primers ministres de la Commonwealth foren consultats, i la majoria va coincidir que "no hi ha alternativa a l'opció (3)". William Lyon Mackenzie King (Primer ministre del Canadà), Joseph Lyons (Primer ministre d'Austràlia) i J. B. M. Hertzog (primer ministre de Sud-àfrica) es van oposar a les opcions 1 i 2. Michael Joseph Savage (Primer ministre de Nova Zelanda) va rebutjar l'opció 1, però va pensar que l'opció 2 "seria possible ... si alguna solució en aquest sentit fos possible", però "seria guiat per la decisió del Govern local". Éamonn de Valera (Taoiseach (President del Consell Executiu d'Irlanda)) va afirmar ser indiferent en recordar que l'Església Catòlica Romana no reconeixia el divorci. Se suposa que si els britànics no acceptaven la senyora Simpson, l'abdicació era l'única solució possible. El 24 de novembre, Baldwin consultava els tres líders polítics de l'oposició de Gran Bretanya: el líder de l'oposició Clement Attlee i els líders liberals Archibald Sinclair i Winston Churchill. Sinclair i Attlee acordaven que les opcions 1 i 2 eren inacceptables i Churchill es va comprometre a donar suport al govern.
En el decurs del mes de juliol Churchill havia aconsellat l'assessor legal del rei, Walter Monckton en contra del divorci, però el seu consell va ser ignorat Quan l'assumpte va arribar a coneixement públic, Churchill va començar a pressionar i Baldwin va retardar qualsevol decisió fins que el Parlament i el poble haguessin estat consultats. En una carta privada a Geoffrey Dawson, l'editor del diari The Times, Churchill va suggerir que un retard podria ser beneficiós perquè, amb el temps, el rei podria desenamorar-se de la senyora Simpson. Baldwin va rebutjar la sol·licitud de retard, presumiblement a causa del fet que preferia resoldre la crisi ràpidament. El suport polític per al rei era feble, i estava compost per polítics fora dels partits tradicionals, com el mateix Churchill, Oswald Mosley i els comunistes.David Lloyd George també va donar suport al rei, encara que no li agradava la senyora Simpson. A principis de desembre, van circular rumors que els partidaris del rei s'havien unit en un anomenat "partit del rei" dirigit per Churchill. No obstant això, no hi va haver cap esforç coordinat per formar un moviment organitzat i Churchill no tenia cap intenció de dirigir-ne un. Però tots aquests rumors havien malmès la imatge del Rei i, tant Churchill com altres membres del Parlament estaven horroritzats davant la idea que el rei pogués arribar en interferir en la política de la nació.
Pel que fa a la premsa, les cartes i diaris de la classe treballadora i d'exmilitars en general, mostraven suport al rei, mentre que els de la classes altes i mitjanes tendien a expressar indignació i repugnància davant la possibilitat d'un casament amb Wallis Simpson. The Times, The Morning Post, el Daily Herald, i en diaris propietat de Senyor Kemsley, com ara The Daily Telegraph , també es van oposar al matrimoni del rei. D'altra banda, el Daily Express i Daily Mail , diaris propietat de Lord Beaverbrook i Lord Rothermere, respectivament, semblaven donar suport a una unió morganàtica Tot i aquesta oposició al seu matrimoni, el Rei valorava que els diaris a favor tinguessin una tirada de 12,5 milions d'exemplars, i en contra només de 8,5 milions.
Sabent que comptava amb el suport de Churchill i Lord Beaverbrook, Eduard mantenia una posició que indicava el seu desig de romandre en el tron alhora que recordava als qui li proposaven l'abdicació que encara podia casar-se amb la senyora Simpson morganàticament. Anys després Eduard recordava:
| « | No es tractava d'insistir en què ella havia de ser reina. Tot el que desitjava era la nostra felicitat i que ella tingués un títol propi que la dignifiqués com a la meva esposa. | » |

Baldwin i el Consell de Ministres del Regne Unit s'oposaven a aquestes intencions dient que no serien ben rebudes per molts sectors i que, en cas de dur-les a terme, serien una greu violació de la Constitució. En aquells moments el sobirà d'Anglaterra només podia actuar amb l'assessorament i l'aprovació d'un consell de ministres sorgit del Parlament; però Eduard, acceptant el suport de sectors contraris al govern, de facto s'estava oposant al seu propi Govern. D'aquesta manera, els ministres britànics van percebre que el Rei, en mantenir aquesta posició, revelava una actitud desdenyosa envers les convencions constitucionals i posava en dubte la neutralitat política de la Corona.
El 5 de desembre Eduard va admetre que no podia mantenir el tron si es casava amb la senyora Simpson i, havent vist com se li bloquejava per raons d'inconstitucionalitat el seu desig d'explicar a tot l'Imperi "la seva versió dels fets", finalment va triar la tercera opció: l'abdicació.

## Maniobres legals
Després de l'audiència de la senyora Simpson al divorci el 27 d'octubre de 1936, el seu advocat, John Theodore Goddard, estava preocupat per la possible intervenció d'un ciutadà "patriòtic" (un dispositiu legal per bloquejar el divorci), i que aquesta intervenció seria un èxit. Els tribunals no podien concedir un divorci en col·laboració (la dissolució del matrimoni consentit per ambdues parts), de manera que el cas estava sent manipular com si es tractés d'un cas indefens (que va tenir la culpa el divorci) seguit contra el Sr Simpson, amb la senyora Simpson com la part innocent, lesionada. L'acció de divorci hagués fracassat si la intervenció dels ciutadans hagués mostrat que la senyora Simpson tenia connivència amb el seu marit, per exemple, connivència o posada en escena de l'aparició del seu adulteri perquè pogués casar-se amb una altra persona. El dilluns 7 de desembre del 1936, el rei va sentir que Goddard planejava volar cap al sud de França per veure el seu client. El rei el va fer cridar i li va prohibir expressament per fer el viatge, per por a la visita podria posar dubtes en la ment la senyora Simpson. Goddard va anar directament a Downing Street per veure Baldwin, com a resultat de tot això se li va proporcionar un avió que arribava fins a Cannes.
En arribar, Goddard va advertir als seus clients que la intervenció d'un ciutadà, si sorgia, era probable que tingués èxit. Segons Goddard, el seu deure era recomanar a la senyora Simpson que retirés la seva demanda de divorci. La senyora Simpson s'hi va negar, però tots dos va trucar per telèfon al Rei per informar-lo que ella estava disposada a renunciar-hi perquè pogués seguir sent el rei. Va ser, però, massa tard, el rei ja havia decidit anar-se'n, fins i tot si no podia casar-se amb la senyora Simpson. De fet, a mesura que la creença que l'abdicació era inevitable guanyava força, Goddard va afirmar que: "(el seu) client estava disposat a fer alguna cosa per alleujar la situació, però a l'altre costat [el rei] estava determinat".
Goddard tenia un cor feble, ja que mai havia volat abans, així que li va demanar al seu doctor, William Kirkwood, que l'acompanyés al viatge. Com que Kirkwood era un resident en un hospital de maternitat, la seva presència va portar a l'especulació falsa que la senyora Simpson estava en estat i fins i tot que estava tenint un avortament. La premsa va informar amb entusiasme que l'advocat havia volat amb la senyora Simpson acompanyada per un ginecòleg i un anestesista (que en realitat era el secretari de l'advocat).

## Abdicació

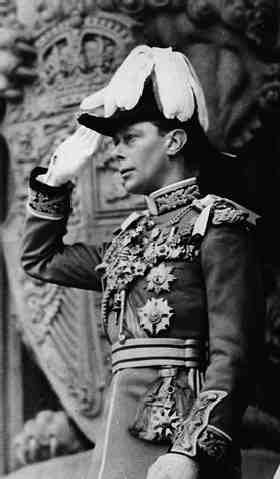
Jordi VI, l'abans Albert, duc de York, a Ottawa

Fort Belvedere, el 10 de desembre, per escrit d'Eduard VIII el va avisar de l'abdicació i va ser presenciat pels seus tres germans menors: el príncep Albert, duc de York (que va succeir a Eduard com Jordi VI), el príncep Enric, duc de Gloucester i Prince George, duc de Kent. L'endemà, se li va donar forma legislativa especial com a la Llei del Parlament. En virtut dels canvis introduïts el 1931 pel l'Estatut de Westminster l'any 1931, una sola Corona per tot l'imperi havia estat reemplaçada per múltiples corones, una per a cada Domini, usat per un sol monarca en una organització coneguda llavors com la Commonwealth. abdicació d'Eduard requeria el consentiment de cada Estat de la Commonwealth, que va ser donada degudament, pel Parlament Austràlia, que va ser en el moment en la sessió, i pels governs dels altres dominis, on el Parlament no es trobaven reunits. No obstant això, el govern de l'Estat Lliure d'Irlanda, tenint l'oportunitat presentada per a la crisi i en un gran pas cap a la seva eventual transició a una república, va aprovar una esmena a la seva constitució per eliminar les referències a la (Esmena N º 27), de 1936. L'abdicació del rei va ser reconeguda l'endemà de la Llei de Relacions Exteriors de l'Estat Lliure d'Irlanda i la legislació a Sud-àfrica va entrar en vigor el 10 de desembre. Fou l'aprovació reial a aquestes lleis, en comptes de la notificació d'abdicació, que va donar vigència legal a l'abdicació. Com Eduard VIII no havia estat coronat, la data prevista va esdevenir la del seu germà Albert, Jordi VI del Regne Unit, al seu lloc.
Els partidaris d'Eduard van sentir que havia "estat perseguit des del tron de Baldwin", però molts membres de l'establishment es van sentir alleujats per la partida d'Eduard.

## Després de l'abdicació
George VI li va donar al seu germà gran el títol de duc de Windsor amb el tractament de Sa Altesa Reial el 12 de desembre de 1936 El 3 de maig de l'any següent la senyora Simpson es va divorciar. El cas va ser portat en silenci i amb prou feines va ser esmentat en alguns diaris. The Times va ser especialment sincer, imprimint una sola una sola frase a continuació d'un informe aparentment inconnex anunciant la sortida d'Àustria del duc. Quan el duc es va casar amb la senyora Simpson a França el 3 de juny de 1937, va esdevenir la duquessa de Windsor, però, per disgust d'Eduard, sense el tracament de Sa Altesa Reial.
El duc de Windsor va viure en el retir a França la major part de la resta de la seva vida. El seu germà li va donar una pensió, que el duc complementava escrivint les seves memòries i amb el comerç il·legal de divises. També es va beneficiar de la venda del Castell de Balmoral i el Sandringham House de George VI. Ambdues finques que són propietat privada i no part del patrimoni reial, i eren propietat d'Eduard com a herència del seu pare, tot i l'abdicació.
Durant la Segona Guerra Mundial, Eduard va servir com el governador de les Bahames, on els ducs van estar envoltats de rumors i acusacions de ser pro-nazis. Segons els informes, van dir a un conegut: "Després de la guerra ha acabat i Adolf Hitler que ferirà als americans ... anem a prendre'n més ... Ells (la Comunitat) no em vol com la seva reina, però aviat tornarà com el seu líder." També li va dir a un periodista que "seria alguna cosa tràgica per al món si Hitler agués sigut enderrocat" Comentaris com aquests van reforçar la creença que el duc i la duquessa va celebrar simpaties nazis i l'efecte de la crisi de l'abdicació de 1936 era obligar a abandonar el tron a un home amb punts de vista polítics extrems. El Duc va explicar els seus punts de vista en la Nova York  Daily News, del 13 de desembre del 1966: "... va ser a Gran Bretanya l'interès i ha Europa també, que Alemanya es va animar a la vaga del comunisme de l'est i es va aixafar per sempre ... vaig pensar que la resta de nosaltres podríem ser indecisos, mentre que els nazis i els Vermells no ho podrien ser mai". No obstant això, afirma que Eduard hagués estat una amenaça o que va ser eliminat per una conspiració política per destronar a aquells que segueixen sent especulatius, i "persisteixen en gran part perquè des de 1936 les consideracions públiques contemporaneas han perdut la major part de la seva força i semblen, erròniament, que proporcionin una explicació suficient per a la sortida del rei".

## La influència cultural
El 2005, el casament de Carles, Príncep de Gal·les i Camilla Parker Bowles, tenia similituds amb el d'Eduard i Wallis. Igual que la senyora Simpson el 1936, la senyora Parker Bowles era una divorciada del seu marit anterior, que encara era viu.
El romanç d'Eduard i Wallis ha capturat a la imaginació i l'interès de múltiples artistes. Les representacions culturals de l'abdicació i les seves conseqüències han estat extenses i han abastat una gran varietat de mitjans de comunicació.